# Волфіш-Бей

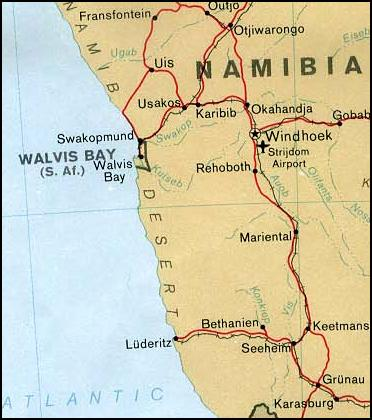
Карта, що показує розташування Волфіш-Бей і посилання на Південну Африку до передачі Намібії

Безпосередньо контрольовані землі (включаючи Волфіш-Бей) колишнього Південно-Африканського Союзу

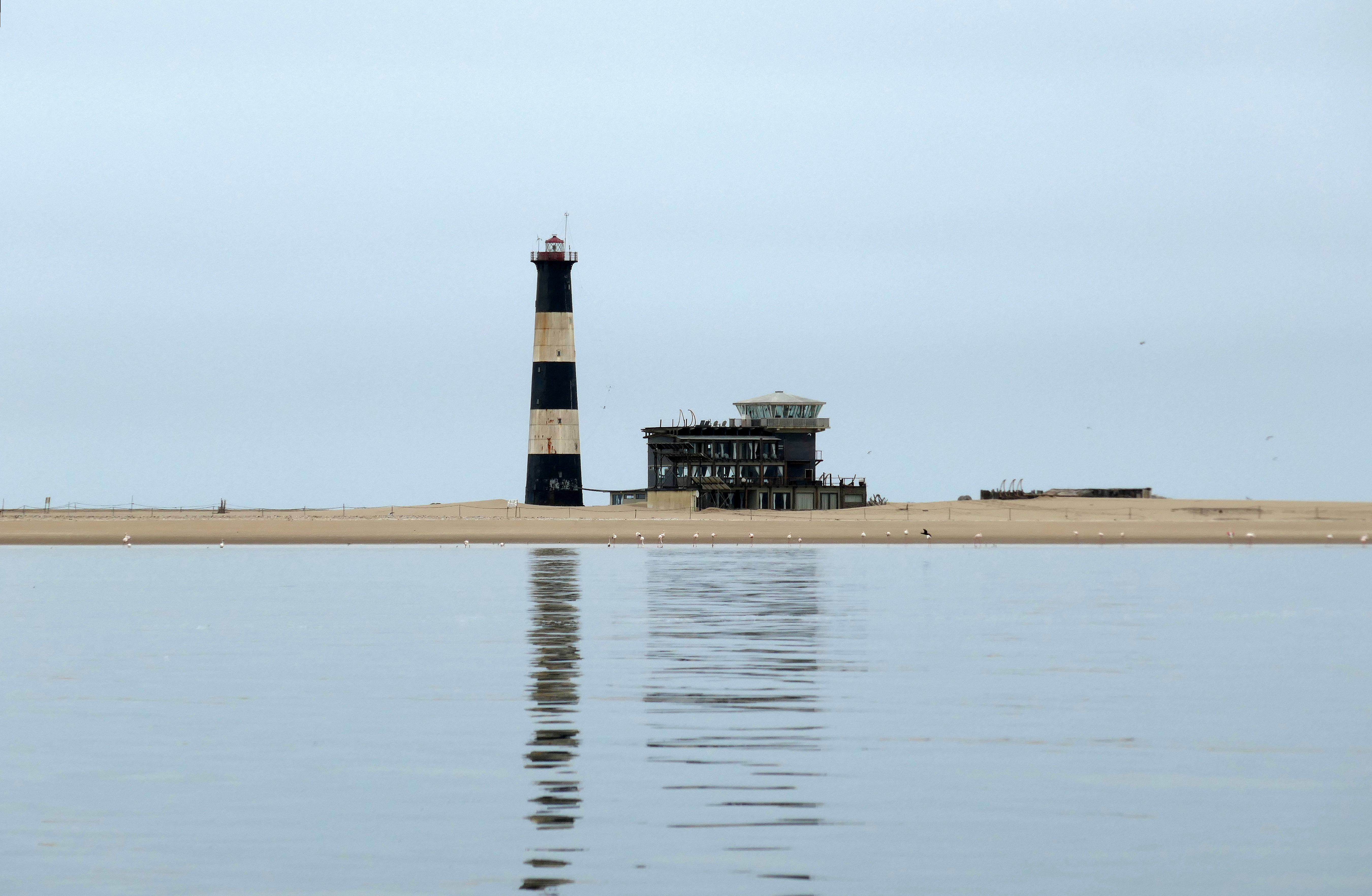
Пелікан-Пойнт, Маяк і будиночок (2014)

Волфіш-Бей (афр. Walvisbaai, англ. Walvis Bay, Walfish Bay, нім. Walfischbucht або Walfischbai, Китова затока) або Езоронґондо (герер. Ezorongondo) — місто на берегу однойменної затоки Атлантичного океану на південно-західному березі Африки і головний порт Намібії (понад 30 тис осіб — 1977 рік) на її узбережжі.
Довжина затоки 10 км, ширина біля входу — понад 10 км, глибина — до 9 км. Припливи що півдоби — до 1,5  м.
Волфіш-Бей був заснований голландською Ост-Індською компанією наприкінці XVIII століття як проміжний пункт для морських подорожей між Кейптауном і Нідерландами. Жодних спроб постійного (цілорічного) поселення не було, і до кінця XIX століття на цьому місці мало місце комерційний розвиток. Тим часом Капська колонія стала британською, і під час Боротьби за Африку британці заявили права на Волфіш-Бей. Вони дозволили Капській колонії завершити анексію території в 1884 разом з Пінгвіновими островами після початкових кроків, зроблених у 1878.
У 1910 Волфіш-Бей, як частина Капської колонії, увійшов до складу новоствореного Південно-Африканського Союзу. Згодом виникла суперечка з Німеччиною щодо кордонів ексклаву, яка врешті була вирішена в 1911, коли Волфіш-Бей отримав територію в 1 124 квадратні кілометри (434 миля2).
Ексклав був захоплений німцями під час кампанії в Південно-Західній Африці на початку Першої світової війни, але Союзні сили оборони (UDF) Південної Африки зрештою витіснили німців у 1915. Згодом Волфіш-Бей був швидко інтегрований у новий режим воєнного стану в Південно-Західній Африці.
Пізніше Ліга Націй надала Південній Африці контроль (мандат класу «C») над Південно-Західною Африкою для управління територією. У 1921 в Південно-Західній Африці було відновлено цивільне правління, а управління Волфіш-Беєм було передано Південно-Західній Африці відповідно до Акту про справи Південно-Західної Африки.

Незважаючи на те, що територія ніколи не була частиною Німецької Південно-Західної Африки, в Акті говорилося, що:«порт і поселення Уолфіш-Бей, що є частиною мису Доброї Надії, для судових і адміністративних цілей розглядаються як частина підмандатної території Південно-Західної Африки» 
 Однак Південна Африка також прагнула анексувати Південно-Західну Африку і представила таку пропозицію Лізі Націй. Отже, у 1949 до Акту було внесено поправки, щоб надати представництво в парламенті Південної Африки білим у Південно-Західній Африці.
У 1977 після посилення міжнародного тиску з вимогою відмовитися від контролю над Південно-Західною Африкою Південна Африка скасувала Акт, але передала контроль над Волфіш-Бей назад Капській провінції, зробивши її ексклавом. З 1980 вона була представлена як у Раді провінції, так і в Палаті зборів як частина виборчого округу Грін-Пойнт у Кейптауні, перш ніж стати окремим виборчим округом у 1982.
У відповідь Рада Безпеки Організації Об'єднаних Націй прийняла резолюцію 432 (1978), яка проголосила, що «територіальна цілісність і єдність Намібії повинні бути забезпечені шляхом реінтеграції Волфіш-Бей в її територію».
У 1990 Південно-Західна Африка отримала незалежність як Намібія, але Волфіш-Бей залишився під суверенітетом Південної Африки, а Південна Африка збільшила кількість військ. Однак у 1992 дві країни домовилися створити тимчасовий Спільний адміністративний орган для Волфіш-Бей і Прибережних островів. Управління очолили два головних виконавчих директора: Нанголо Мбумба, тодішній секретар кабінету міністрів Намібії, і Карл фон Гіршберг, колишній посол Південної Африки в ООН.
Порт раніше належав до Південної Африки і був приєднаний до Намібії в 1994 році. Це сучасне портове місто зі змішаним населенням; тут живе багато переселенців нама з центру і півдня країни, але більшість місцевих африканців становлять трудові мігранти амбо з Анголи, які працюють в порту. Порт служить базою великому рибальському флоту, який постачає рибу як до підприємств рибної промисловості у місті, так і до плавучих рибоконсервних заводів у відкритому морі. Залізницею сполучений зі столицею Намібії — містом Віндгук.
Південніше Волфіш-Бей уздовж берега починається алмазна зона, подорожувати якою заборонено.
Серед місцевого населення (переважно представники корінного народу гереро) поширена назва Езоронґондо.

## Клімат
Місто знаходиться у зоні, котра характеризується кліматом тропічних пустель. Найтепліший місяць — лютий із середньою температурою 18.3 °C (65 °F). Найхолодніший місяць — серпень, із середньою температурою 13.3 °С (56 °F).
| Клімат Волфіш-Бей       | Клімат Волфіш-Бей | Клімат Волфіш-Бей | Клімат Волфіш-Бей | Клімат Волфіш-Бей | Клімат Волфіш-Бей | Клімат Волфіш-Бей | Клімат Волфіш-Бей | Клімат Волфіш-Бей | Клімат Волфіш-Бей | Клімат Волфіш-Бей | Клімат Волфіш-Бей | Клімат Волфіш-Бей | Клімат Волфіш-Бей |
| Показник                | Січ.              | Лют.              | Бер.              | Квіт.             | Трав.             | Черв.             | Лип.              | Серп.             | Вер.              | Жовт.             | Лист.             | Груд.             | Рік               |
| Абсолютний максимум, °C | 30                | 31                | 33                | 32                | 36                | 37                | 37                | 35                | 30                | 26                | 25                | 23                | 37                |
| Середній максимум, °C   | 18                | 19                | 18                | 17                | 18                | 17                | 16                | 15                | 15                | 15                | 16                | 17                | 17                |
| Середня температура, °C | 17                | 18                | 17                | 16                | 16                | 15                | 14                | 13                | 13                | 13                | 15                | 16                | 15                |
| Середній мінімум, °C    | 16                | 16                | 16                | 14                | 13                | 13                | 11                | 11                | 11                | 12                | 13                | 15                | 13                |
| Абсолютний мінімум, °C  | 12                | 12                | 11                | 10                | 7                 | 7                 | 7                 | 6                 | 7                 | 9                 | 11                | 12                | 6                 |
| Норма опадів, мм        | 0                 | 0                 | 0                 | 0                 | 0                 | 0                 | 0                 | 0                 | 0                 | 0                 | 0                 | 0                 | 10                |
| ----------------------- | ----------------- | ----------------- | ----------------- | ----------------- | ----------------- | ----------------- | ----------------- | ----------------- | ----------------- | ----------------- | ----------------- | ----------------- | ----------------- |
| Джерело: Weatherbase    |                   |                   |                   |                   |                   |                   |                   |                   |                   |                   |                   |                   |                   |

## Відомі особистості
У поселенні народився:
- Гендрік Сомаеб (* 1992) — намібійський футболіст.